# Pfarrkirche Leopoldsdorf

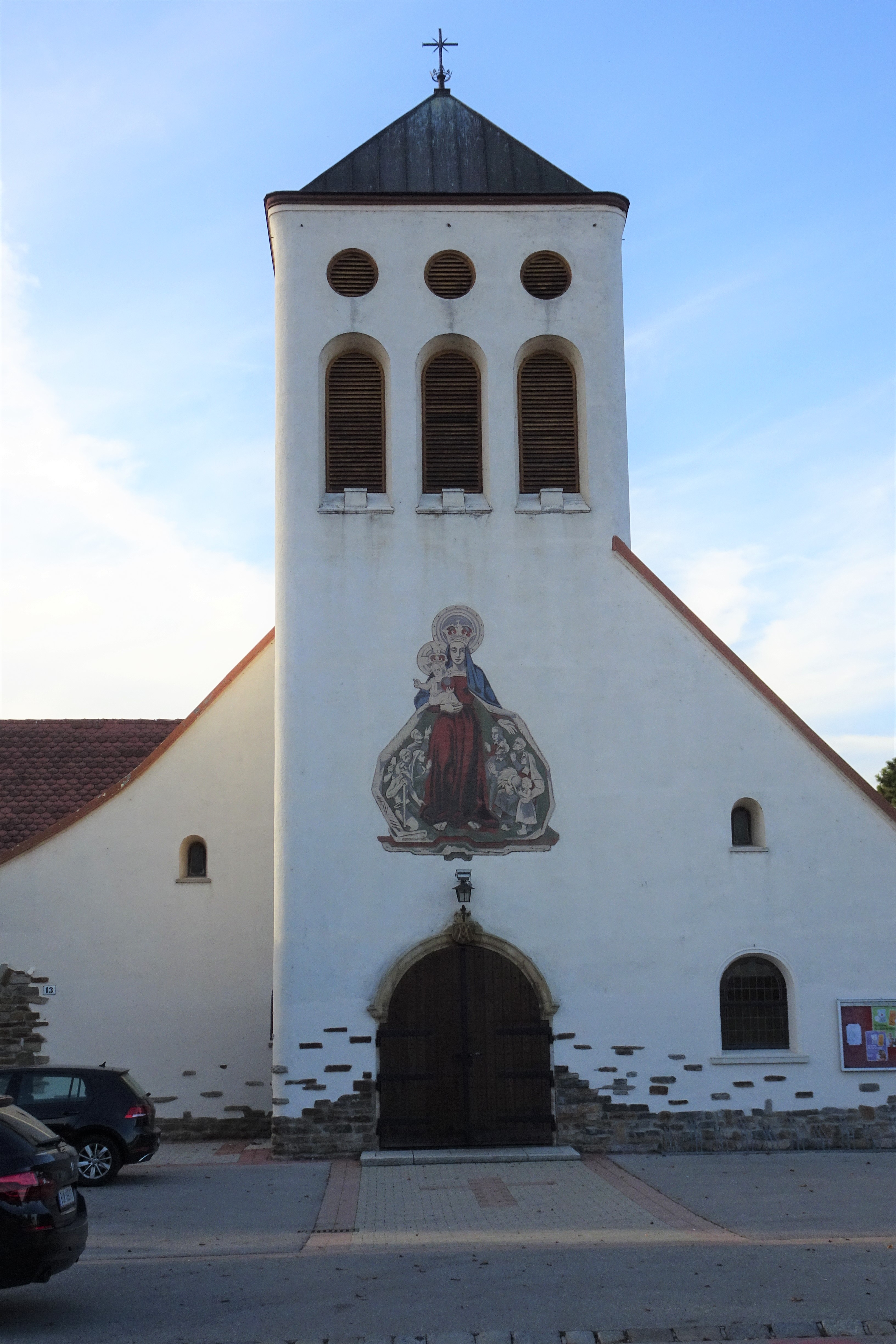
Pfarrkirche Leopoldsdorf

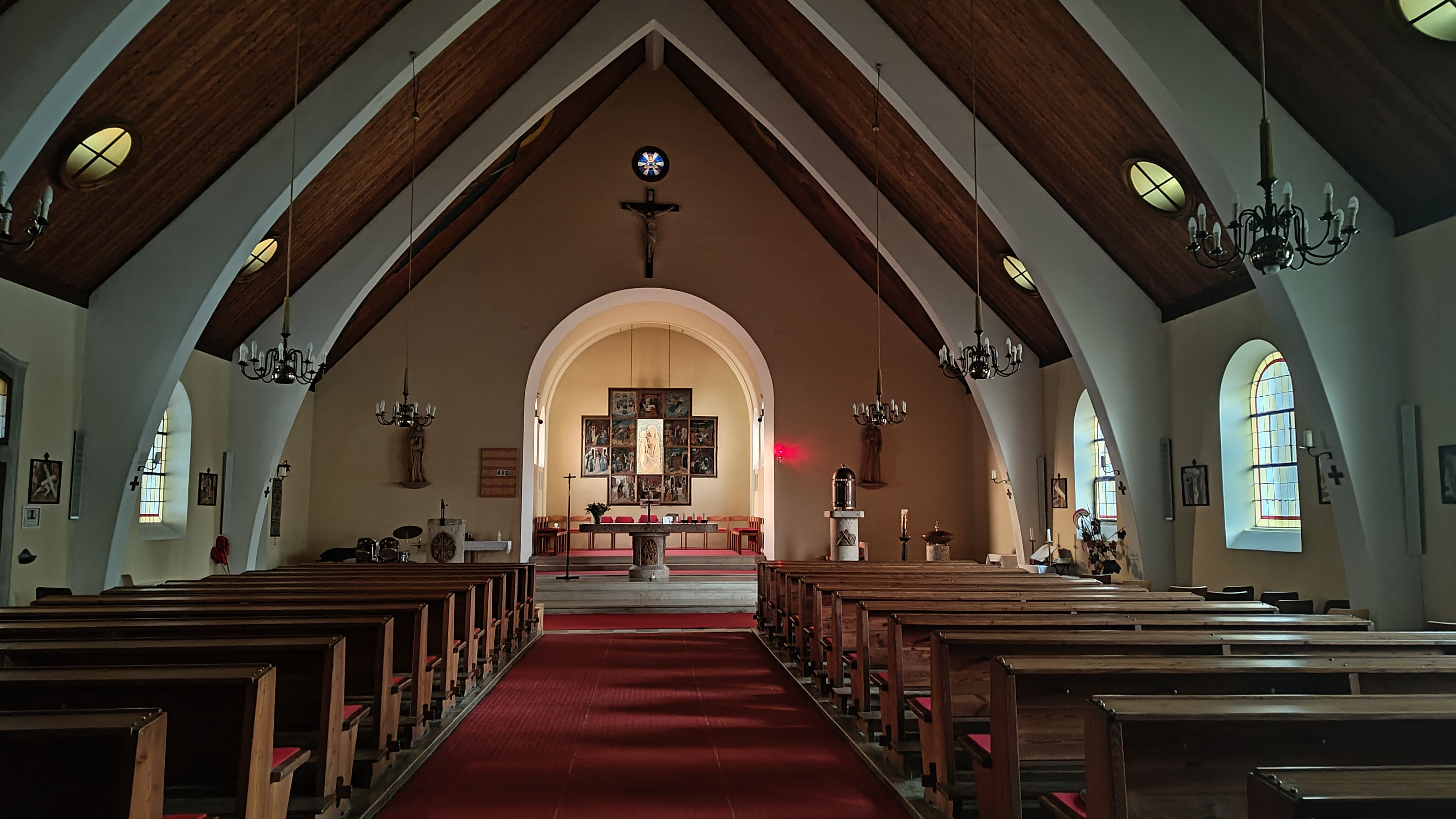
Innenansicht der Kirche Richtung Hochaltar

Die Pfarrkirche Herz Mariae ist eine römisch-katholische Pfarrkirche in Leopoldsdorf im Bezirk Bruck an der Leitha in Niederösterreich. Sie gehört zum Dekanat Perchtoldsdorf (bis November 2015 Dekanat Mödling).
Erstmals um 1140 urkundlich erwähnt, war der Ort im Besitz der Landesfürsten und wurde an verschiedene Familien verliehen. Bekannt sind die Beck von Leopoldsdorf oder die Fünfkirchen. Durch den Wiener Neustädter Kanal begann die Industrialisierung des Ortes im 19. Jahrhundert. Die neue Kirche wurde 1952 geweiht, 1958 wurde die Pfarre gegründet. Die Kirche wurde von 1950 bis 1952 nach Plänen des Architekten Hanns Kunath als Saalkirche mit Turm im Osten errichtet.
Oberhalb des Einganges befindet sich ein Fresko einer Schutzmantelmadonna. Die Orgel aus 1999 stammt von Wolfgang Bodem.